# Diocese de Nova Friburgo
A Diocese de Nova Friburgo (Dioecesis Neo-Friburgensis), é uma divisão territorial da Igreja Católica sediada na cidade de Nova Friburgo, no Estado do Rio de Janeiro, no Brasil. Está situada no território da Província Eclesiástica de Niterói.

## Histórico
Foi criada no dia 26 de março de 1960 com a bula Quandoquidem Verbis, do Papa João XXIII, desmembrada da Arquidiocese de Niterói e das Dioceses de Campos e Valença, sendo o Núncio Apostólico Dom Armando Lombardi. O seu primeiro bispo foi Clemente José Carlos de Gouvea Isnard, seguido de Frei Alano Maria Pena, Rafael Llano Cifuentes e Edney Gouvêa Mattoso.

## Território
A diocese de Nova Friburgo é composta por 19 municípios, sendo eles: Nova Friburgo, Bom Jardim, Cachoeiras de Macacu, Cantagalo, Carapebus, Carmo, Casimiro de Abreu, Conceição de Macabu, Cordeiro, Duas Barras, Itaocara, Macaé, Macuco, Quissamã, Rio das Ostras, Santa Maria Madalena, São Sebastião do Alto, Sumidouro, Trajano de Moraes.

## Administração
Cronologia dos bispos:
|                          | Nome                                          | Período   | Notas                         |
| Bispos                   | Bispos                                        | Bispos    | Bispos                        |
| ------------------------ | --------------------------------------------- | --------- | ----------------------------- |
| 6º                       | Pedro Cunha Cruz                              | 2025-     | Atual                         |
| 5º                       | Luiz Antônio Lopes Ricci                      | 2020-2025 | Nomeado Bispo de Itapetininga |
| 4º                       | Edney Gouvêa Mattoso                          | 2010-2020 | Bispo emérito                 |
| 3º                       | Rafael Llano Cifuentes                        | 2004-2010 |                               |
| 2º                       | Alano Maria Pena, O.P.                        | 1993-2003 | Nomeado Arcebispo de Niterói  |
| 1º                       | Clemente José Carlos de Gouvea Isnard, O.S.B. | 1960-1992 |                               |
| Administrador Apostólico |                                               |           |                               |
|                          | Paulo Antônio de Conto                        | 2020      | Bispo emérito de Montenegro   |